# Marian Beneš

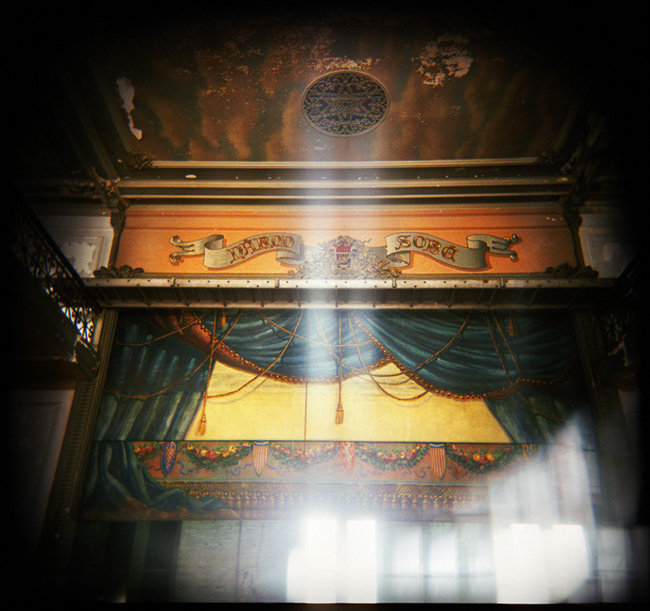
Ze souboru: Bohemian National Hall, 2003–2008, Marian Beneš

Marian Beneš (* 22. května 1975 Ostrava) je současný český fotograf, grafik, středoškolský a vysokoškolský pedagog. Je členem Asociace profesionálních fotografů České republiky, kde působí jako člen správní rady. V roce 2009 získal titul Qualified European Photographer (QEP) v kategorii architektura. 

## Život

### Studia
Vystudoval obor Užitá fotografie na Střední průmyslové škole grafické (1989–1993) a magisterský studijní program na Filmové a televizní fakultě Akademie múzických umění v Praze (1994–2001). Absolvoval diplomovými pracemi Jan Hnízdo a firma Polaroid (1997, Bc.) a Alexander Hackenschmied (2001, MgA.).
V roce 1998 strávil rok tvůrčí praxe ve městě Sarasota na Floridě a v New Yorku v USA. Mezi roky 2001 a 2003 působil v newyorském International Center of Photography jako vyučující asistent, na Ohio University v americkém městě Athens. Díky Fulbrightovu stipendiu pro postgraduální studium absolvoval certifikátní program na International Center of Photography v New Yorku, kde později působil jako vyučující asistent.

### Fotografie
Vyučuje v Ateliéru reklamní fotografie Orange Factory (Soukromá vyšší odborná škola umění a reklamy). Působí jako odborný asistent v Ateliéru užité a reklamní fotografie Univerzity Jana Evangelisty Purkyně v Ústí nad Labem. Úzce spolupracuje s Miroslavem Vojtěchovským. Umělecky i organizačně vede práci na tvůrčích studentských projektech, jako jsou kalendáře společnosti Mitsubishi Motors a mezinárodní soutěže pro posluchače uměleckých škol Young Creative Chevrolet.
Od roku 2010 je členem správní rady Asociace profesionálních fotografů ČR a od roku 2012 jejím viceprezidentem. Působil jako externí redaktor časopisu DIGIfoto, od roku 2012 spolupracuje s časopisem FOTO.

## Ocenění a sbírky
Opakovaně byl oceněn v soutěži Czech Press Photo (1995 – 3. cena v kategorii všeobecné zprávy – série, 1997 – 2. cena v kategorii každodenní život – série, 1999 – 1. cena v kategorii sport – série). V roce 1997 získal první cenu v soutěži Pernod in Photography, v roce 1999 první českou cenu v přehlídce Fujifilm Euro Press Photo Awards. V roce 2004 se stal držitelem ocenění v soutěži Fotografická publikace roku v kategorii kalendáře. Dále získal ocenění PDN Photo Annual Award a FEP Eurpean Fine Art Photograph of the Year Award.
V roce 2009 byl oceněn Federací evropských fotografů v Bruselu a získal titul QEP (Qualified European Photographer).
Je zastoupen ve sbírkách galerií, institucí, organizací a v soukromých sbírkách, například: Muzeum fotografie Kijosato v Japonsku, Národní muzeum fotografie Zlatý fond v Jindřichově Hradci nebo Uměleckoprůmyslové museum v Praze.

## Galerie

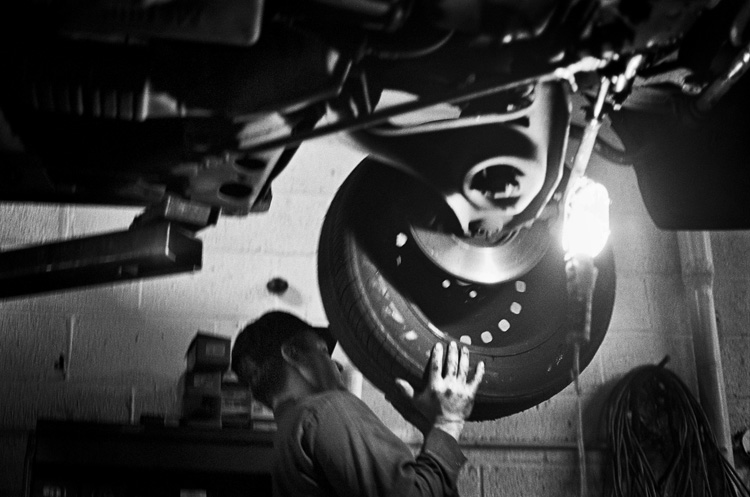
Ze souboru: NYC Taxi, Yellow Cab Service, 2002, Marian Beneš
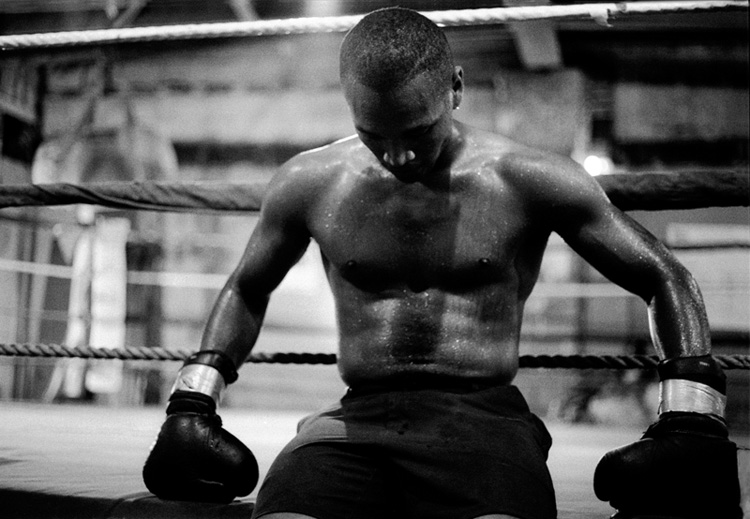
Ze souboru: Sarasota Boxing Club, 1998, Marian Beneš
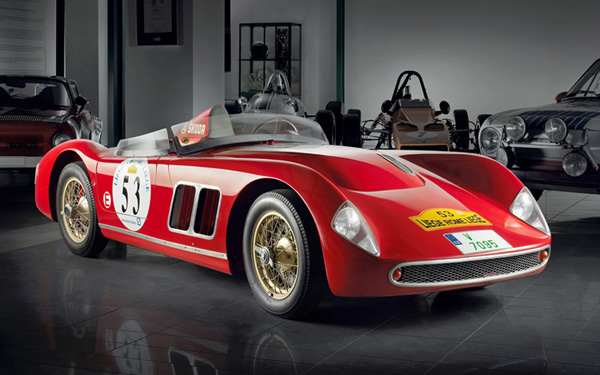
Ze souboru: Škoda Auto Muzeum, 2005–2007, prof. Miroslav Vojtěchovský, QEP a MgA. Marian Beneš, QEP. Vytvořili pedagogové a studenti ateliéru Reklamní fotografie Soukromé VOŠ umění a reklamy, Orange Factory, Praha, s laskavou pomocí managementu a zaměstnanců Škoda Auto Muzeum v Mladé Boleslavi.
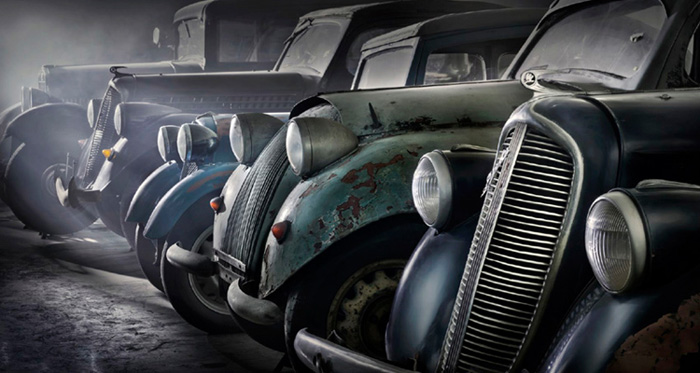
Ze souboru: Škoda Auto Muzeum – Depozitář, 2011, prof. Miroslav Vojtěchovský, QEP a MgA. Marian Beneš, QEP. Vytvořili pedagogové a studenti ateliéru Aplikovaná a reklamní fotografie FUD UJEP v Ústí nad Labem a Soukromé VOŠ umění a reklamy, Orange Factory, Praha, s laskavou pomocí managementu a zaměstnanců Škoda Auto Muzeum v Mladé Boleslavi.
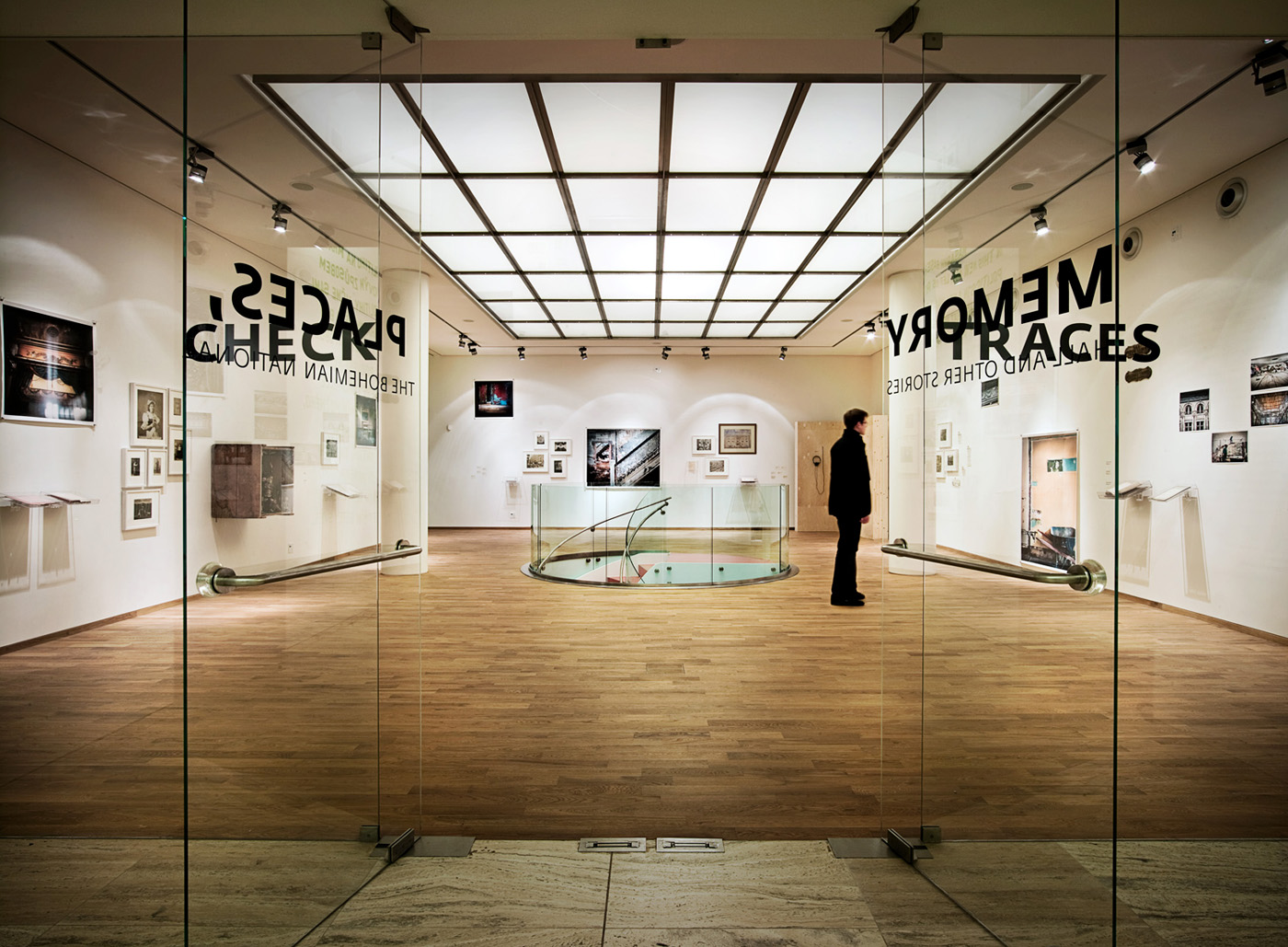
Check Places, Memory Traces. Výstava fotografií v Bohemian National Hall, New York City, 2008. Kurátor: Jaroslav Anděl
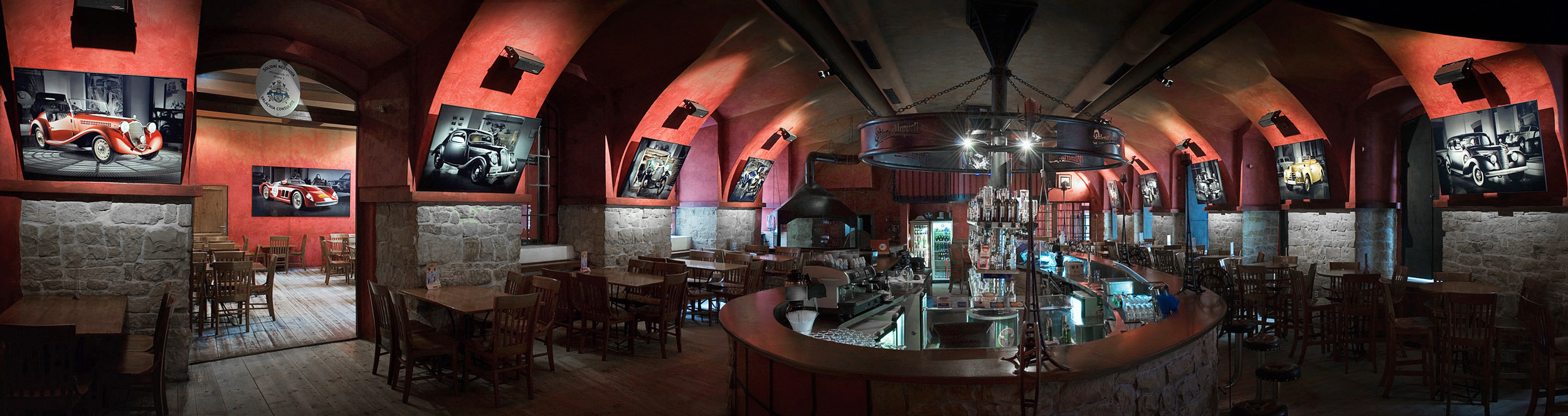
Výstava fotografií Škoda Auto Muzeum, Solidní nejistota, Praha, 2006.
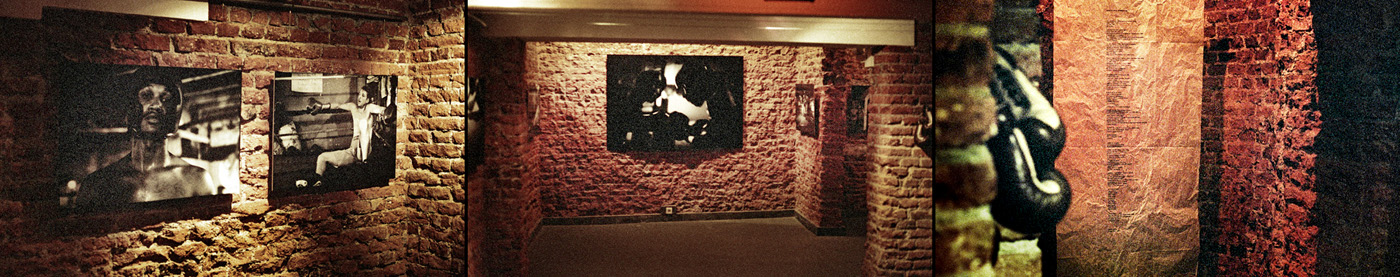
Výstava fotografií ze souboru Sarasota Boxing Club, Galerie Velryba, Praha, 2000.
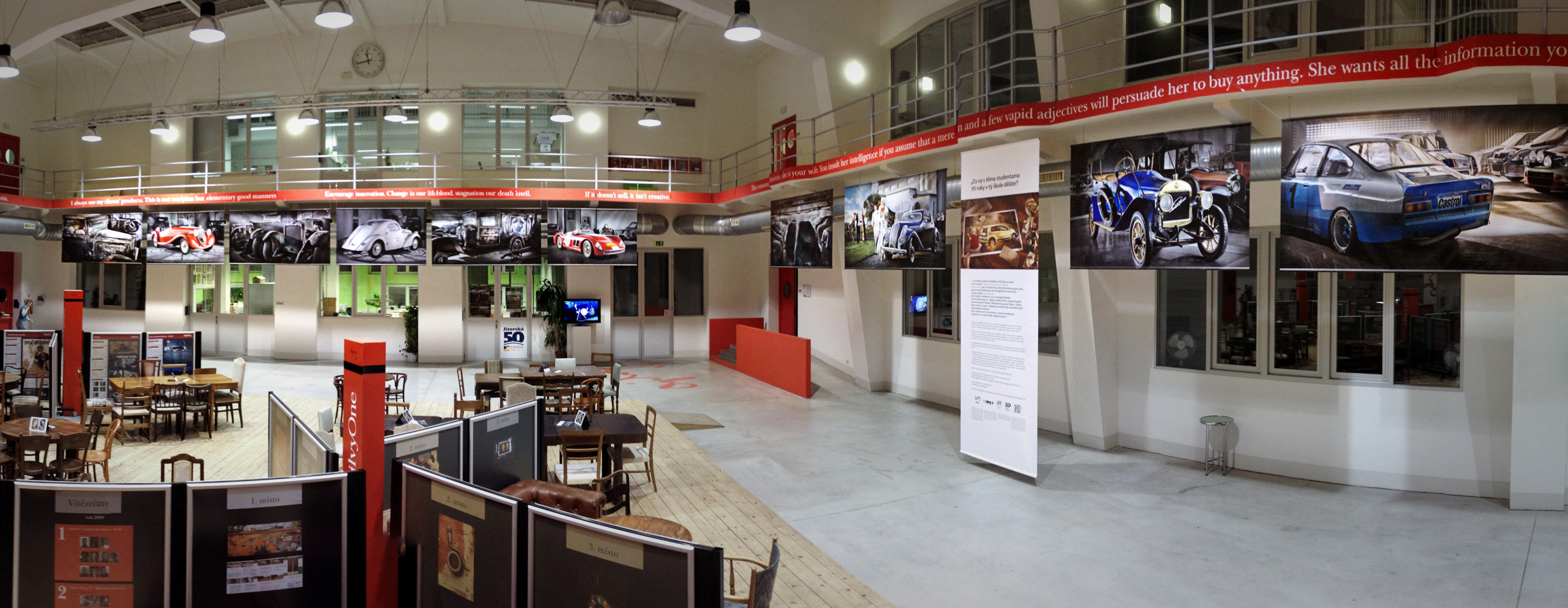
Výstava fotografií ze souboru Škoda Auto Muzeum, centrála Ogilvy & Mather, Praha, 2012.